# Franz Michael Lutz
Franz Michael Lutz (* 16. Juli 1849; † 13. August 1913 in Wilderswil, Schweiz) war ein deutscher Jurist.

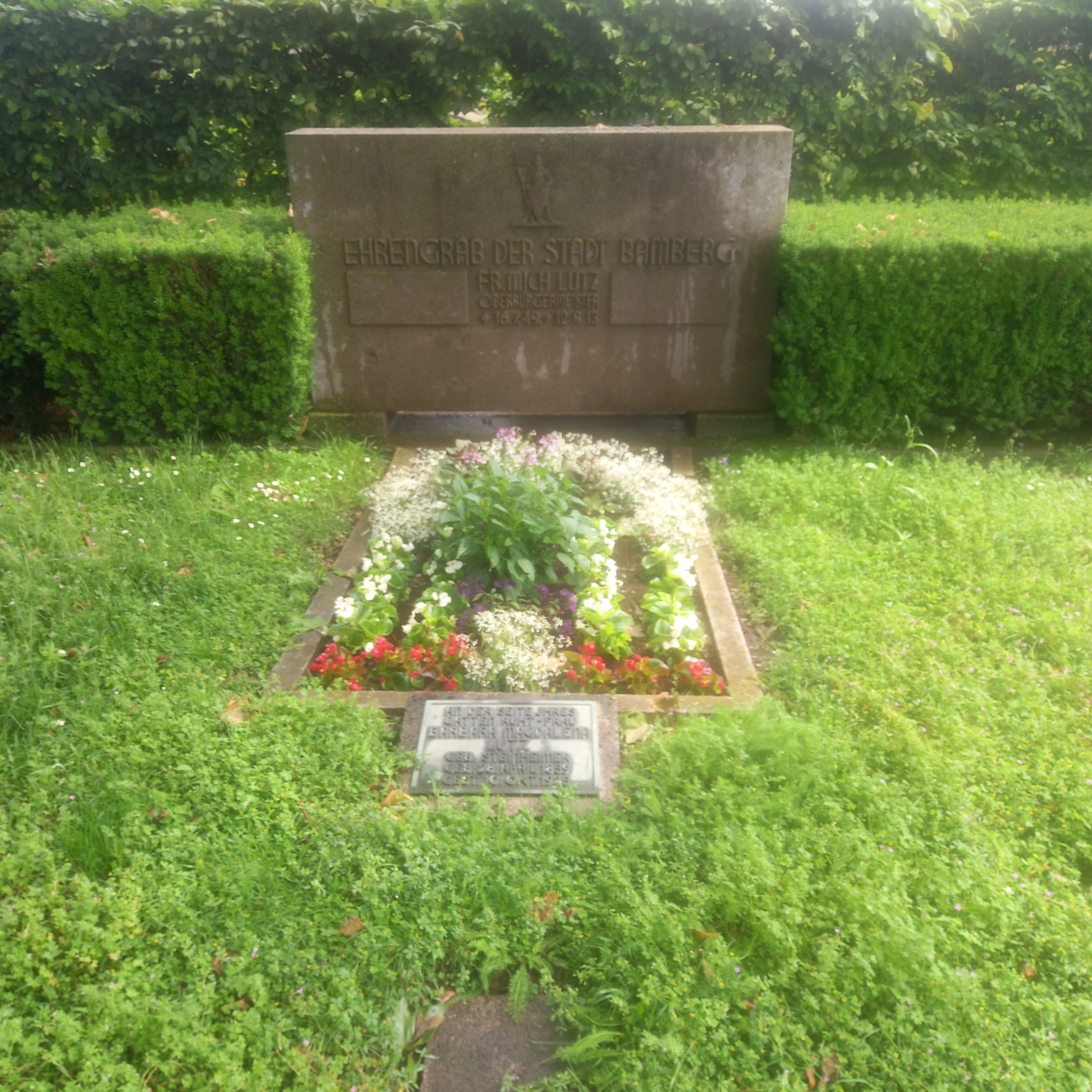
Das Grab von Franz Michael Lutz und seiner Ehefrau Barbara Magdalena geborene Steinheimer auf dem Hauptfriedhof in Bamberg

Lutz war von 1905 bis zu seinem Tod hauptamtlicher Erster Bürgermeister von Bamberg.